# Programa das Nações Unidas para os Assentamentos Humanos
O Programa das Nações Unidas para os Assentamentos Humanos (UN-HABITAT) é uma agência especializada da ONU dedicada à promoção de cidades mais sociais e ambientalmente sustentáveis, de maneira a que todos os seus residentes disponham de abrigo adequado. Foi estabelecida em 1978, após a primeira Conferência das Nações Unidas sobre Assentamentos Humanos, a Habitat, e tem por sede o escritório regional das Nações Unidas em Nairóbi, Quênia.
O programa foi formado a partir da Resolução da Assembleia Geral da ONU nº 56/206 de 21 de dezembro de 2001, como uma transformação do Centro das Nações Unidas para Assentamentos Humanos, que tinha sido criada em 1977. A anterior Comissão para Assentamentos Humanos foi também convertida no Conselho de Governo da UN-Habitat, passando a ser um órgão subsidiário da Assembleia Geral. Desde janeiro de 2018, a diretora executiva é Maimunah Mohd Sharif , que serviu como prefeita da ilha de Penang antes de sua nomeação na UN-Habitat pelo secretário-geral das Nações Unidas António Guterres .
A área de atuação do UN-Habitat foi definida pela Agenda Habitat, adotada pela segunda Conferência das Nações Unidas sobre Assentamentos Humanos (Habitat II) em Istambul, em 1996. Os dois objetivos da Agenda Habitat são a garantia de abrigo adequado para todos e o desenvolvimento de assentamentos humanos sustentáveis em um mundo urbanizado.

## Visão geral
A atuação do UN-Habitat vem também da resolução 3327 (XXIX) da Assembleia Geral, que estabeleceu a Fundação de Habitat e Assentamentos Humanos das Nações Unidas; a resolução 32/162, pela qual a Assembleia estabeleceu o Centro das Nações Unidas para os Assentamentos Humanos (Habitat); e a resolução 56/206, pela qual a Assembleia transformou a Comissão de Assentamentos Humanos e o Centro das Nações Unidas para Assentamentos Humanos (Habitat), incluindo a Fundação de Habitat e Assentamentos Humanos das Nações Unidas, em UN-Habitat.
O mandato do UN-Habitat é derivado de outras metas de desenvolvimento acordadas internacionalmente, incluindo aquelas contidas na Declaração do Milênio das Nações Unidas (Resolução 55/2 da Assembleia), em particular a meta de alcançar uma melhoria significativa na vida de pelo menos 100 milhões de moradores de favelas até o ano de 2020; e a meta de água e saneamento do Plano de Implementação da Cúpula Mundial sobre Desenvolvimento Sustentável, que busca reduzir para metade, até 2015, a proporção de pessoas sem acesso sustentável a água potável e saneamento básico.  Por meio da resolução 65/1 da Assembleia, os Estados Membros se comprometeram a continuar trabalhando em prol de cidades sem favelas, além das metas atuais, reduzindo as populações de favelas e melhorando a vida de seus moradores.

## Área de atuação e projetos
O UN-Habitat trabalha em mais de 70 países nos cinco continentes, concentrando-se em sete áreas:
- Planejamento e desenho urbano local e metropolitano
- Legislação urbana, solo e governança
- Economia urbana e finanças municipais
- Habitação e assentamentos precários/informais
- Serviços básicos urbanos (água, saneamento, energia, mobilidade urbana e resíduos)
- Segurança urbana e espaços públicos
- Empoderamento de mulheres e jovens nas cidades
- Participação cidadã
- Desenvolvimento econômico local
- Mudanças climáticas e resiliência
- Gestão e redução de riscos de desastres e reabilitação
- Boas práticas
- Indicadores urbanos
- Pesquisa e desenvolvimento de capacidades

## Iniciativas

### Fórum Urbano Mundial
Também conhecido pela sigla WUF (de World Urban Forum), é a principal conferência mundial sobre questões urbanas. Foi criado em 2001 pelas Nações Unidas para examinar uma das questões mais urgentes que o mundo enfrenta na atualidade: a rápida urbanização e seu impacto nas comunidades, cidades, economias, mudanças climáticas e políticas.

### Dia Mundial do Habitat
As Nações Unidas decidiram que a primeira 2ª feira de outubro de cada ano deveria ser considerada Dia Mundial do Habitat.